# 宋范
宋范（1538年—？），字希范，號懷川，直隸廣平府永年縣人，民籍，明朝政治人物。

## 生平
嘉靖四十年（1561年）辛酉科順天府鄉試第一百三十三名舉人。隆慶五年（1571年）中式辛未科會試第三百六名，三甲第三百零六名進士。考选庶吉士，萬曆元年（1573年）五月除授湖广道御史，八月巡视甲子等库，萬曆二年巡按甘肃，三年二月出为湖广按察司佥事，因违忤张居正，萬曆五年辞官归乡。

## 家族
曾祖宋達；祖父宋傑；父宋子貞，歲貢生。母楊氏。慈侍下。兄宋韓。弟宋程、宋朱。